# Kraken IV + V: Vive el rock nacional
Kraken IV+V: Vive el rock nacional es el nombre del tercer álbum recopilatorio del grupo de heavy metal colombiano Kraken. Fue lanzado al mercado el 2 de abril de 2004 a través de Discos Fuentes. Este álbum trae un total de quince canciones de los trabajos discográficos Piel de cobre y El símbolo de la huella.

## Lista de canciones
| N.º | Título                           | Duración |  |
| 1.  | «Vive»                           | 04:47    |  |
| 2.  | «América»                        | 04:27    |  |
| 3.  | «Sin naufragar»                  | 03:56    |  |
| 4.  | «Silencioso amor»                | 05:41    |  |
| 5.  | «Eres»                           | 03:50    |  |
| 6.  | «Ilusión»                        | 05:10    |  |
| 7.  | «Lenguaje de mi piel»            | 05:53    |  |
| 8.  | «Méxica»                         | 04:07    |  |
| 9.  | «Respirando tu nombre»           | 04:56    |  |
| 10. | «Sensibilidad»                   | 06:03    |  |
| 11. | «Siempre»                        | 06:28    |  |
| 12. | «Déjame»                         | 04:03    |  |
| 13. | «Soy»                            | 06:03    |  |
| 14. | «Oculto»                         | 06:28    |  |
| 15. | «Lenguaje de mi piel (acústico)» | 04:03    |  |